# Niphogeton stricta
Niphogeton stricta är en flockblommig växtart som först beskrevs av H.Wolff, och fick sitt nu gällande namn av Mildred Esther Mathias och Lincoln Constance. Niphogeton stricta ingår i släktet Niphogeton och familjen flockblommiga växter. Inga underarter finns listade i Catalogue of Life.